# Рубинер, Майкл
Майкл «Майк» Рубинер (англ. Michael «Mike» Rubiner) — американский сценарист и продюсер. Работал над многими проектами, такими как «КаБлам!», «100 подвигов Эдди Макдауда», «Роботбой», «Чувак, это мой призрак», «Тик-герой» и «Мой шумный дом».

## Карьера
Майкл Рубинер начал свою карьеру с 1994 года, где он был сценаристом телесериала «Приключения Пита и Пита». Позже начал работать над сериалами, такими как «Тик-герой», «КаБлам!», «Звёздные бои насмерть», «Welcome Freshmen», «100 подвигов Эдди Макдауда» и другими.
В 2018 году после увольнения Криса Савино Рубинера назначили исполнительным продюсером и шоураннером мультсериала «Мой шумный дом».

### Личная жизнь
Сейчас Рубинер живёт в Лос-Анджелесе, штат Калифорния.

## Фильмография
| Годы               | Название                   | Примечания                                                         |
| ------------------ | -------------------------- | ------------------------------------------------------------------ |
| 1994               | Приключения Пита и Пита    | Сценарист                                                          |
| 1995               | Тик-герой                  | Сценарист                                                          |
| 1997-2000          | КаБлам!                    | Сценарист, редактор, продюсер, сопродюсер                          |
| 1998-2002          | Звёздные бои насмерть      | Сценарист, редактор                                                |
| 1999               | An Off-Beats Valentine’s   | Продюсер                                                           |
| 2001-2002          | 100 подвигов Эдди Макдауда | Сценарист, редактор, продюсер                                      |
| 2005-2008          | Роботбой                   | Креативный консультант, сценарист                                  |
| 2007-2009          | Голые братья               | Сценарист                                                          |
| 2009               | Ratko: The Dictator’s Son  | Сценарист                                                          |
| 2012               | Гуппи и пузырики           | Сценарист                                                          |
| 2013               | Packages from Planet X     | Сценарист, редактор                                                |
| 2013               | Чувак, это мой призрак     | Редактор                                                           |
| 2014               | Boyster                    | Сценарист, редактор                                                |
| 2014               | Храбрейшие воины           | Редактор                                                           |
| 2016 — наст. время | Мой шумный дом             | Сценарист; Исполнительный продюсер, шоураннер (2018 — наст. время) |

### Актёр озвучивания
- 1998: КаБлам! — Гленн